# Форъм
„The Forum“ е закрита арена, намираща се в град Ингълуд, щат Калифорния, САЩ. От 2000 до 2010 година арената е принадлежала на „Faithful Central Bible“ и е използвана и за църковни служби. Също така се използва за спортни събития, концерти и други.